# هيرفيه
هيرفيه (بالإنجليزية: Hervé)‏ هو ملحن ومنتج أسطوانات بريطاني، ولد في 1980.

## وصلات خارجية
- هيرفيه على موقع ميوزك برينز (الإنجليزية)
- هيرفيه على موقع ديسكوغز (الإنجليزية)